# 職曹司
職曹司（しきのぞうし）とは、日本律令制の中宮職の庁舎のこと。一般的には平安宮の内裏東隣・外記庁の北側に置かれたものを指す例が多い。
9世紀から10世紀前期にかけて摂関や大臣の直廬が設置され、除目などの重要な決定が行われることもあった。10世紀後半には火災などで内裏が焼けた場合や后の出産時の仮御所としても機能した。一条天皇の后藤原定子も一時ここを仮御所としており、彼女に仕えた清少納言の『枕草子』における舞台の1つになっていることでも知られている。